# 世界自転車選手権BMX歴代優勝者
世界自転車選手権BMX歴代優勝者（せかいじてんしゃせんしゅけんびーえむえっくすれきだいゆうしょうしゃ）は、国際自転車競技連合（UCI）が主催するBMX種目（レーシング）の歴代優勝者及び上位入賞者を一覧にまとめたものである。
当大会は1982年より実施されているが、2000年まではトレードチーム単位の出場が認められ、国別で参加している選手と混在していた。しかし2001年以降トレードチームの参加を認めず、国別対抗戦方式に統一された。

## エリート男子
| 年   | 優勝                         | 優勝               | 2位                        | 2位                  | 3位                        | 3位                  |
| 2010 | マーリス・シュトロムベルグス | ラトビアの旗       | シフィソ・ヌラポ           | 南アフリカ共和国の旗 | ジョリス・ダデット         | フランスの旗         |
| 2009 | ドニー・ロビンソン           | アメリカ合衆国の旗 | マイク・デイ               | アメリカ合衆国の旗   | ラミロ・マリノ             | アルゼンチンの旗     |
| 2008 | マーリス・シュトロムベルグス | ラトビアの旗       | スティーヴン・シザー       | アメリカ合衆国の旗   | シフィソ・ヌラポ           | 南アフリカ共和国の旗 |
| 2007 | カイル・ベネット             | アメリカ合衆国の旗 | カーレン・ヤング           | オーストラリアの旗   | ランディ・スタンフハウザー | アメリカ合衆国の旗   |
| 2006 | ハビエル・コロンボ           | アルゼンチンの旗   | ランディ・スタンフハウザー | アメリカ合衆国の旗   | マイク・デイ               | アメリカ合衆国の旗   |
| 2005 | バーリン・ルーカス・ハリス   | アメリカ合衆国の旗 | マイク・デイ               | アメリカ合衆国の旗   | ロベルト・デヴィルデ       | オランダの旗         |
| 2004 | ワーウィック・ステーブンソン | オーストラリアの旗 | クリスティアン・ベセリネ   | アルゼンチンの旗     | バーリン・ルーカス・ハリス | アメリカ合衆国の旗   |
| 2003 | カイル・ベネット             | アメリカ合衆国の旗 | ランディ・スタンフハウザー | アメリカ合衆国の旗   | ロベルト・デヴィルデ       | オランダの旗         |
| 2002 | カイル・ベネット             | アメリカ合衆国の旗 | ランディ・スタンフハウザー | アメリカ合衆国の旗   | ワード・ブーテス           | オーストラリアの旗   |
| 2001 | ダール・ホルムス             | イギリスの旗       | イヴォ・ラクチ             | ラトビアの旗         | ランディ・スタンフハウザー | アメリカ合衆国の旗   |

## エリート女子
| 年   | 優勝                     | 優勝               | 2位                          | 2位                  | 3位                      | 3位                  |
| 2009 |                          |                    |                              |                      |                          |                      |
| 2008 | シャネーズ・リード       | イギリスの旗       | アンヌ＝カロリーヌ・ショソン | フランスの旗         | サラ・ウオーカー         | ニュージーランドの旗 |
| 2007 | シャネーズ・リード       | イギリスの旗       | サラ・ウオーカー             | ニュージーランドの旗 | ヤナ・ホラコヴァ         | チェコの旗           |
| 2006 | ウィリー・カニス         | オランダの旗       | ガブリエラ・ディアス         | アルゼンチンの旗     | セシール・ラザロット     | フランスの旗         |
| 2005 | ウィリー・カニス         | オランダの旗       | レニー・ジュンガ             | オーストラリアの旗   | ラエティシア・ルクギール | フランスの旗         |
| 2004 | ガブリエラ・ディアス     | アルゼンチンの旗   | シリエル・コンベル           | フランスの旗         | アリス・ユング           | アメリカ合衆国の旗   |
| 2003 | エロディ・アジンカ       | フランスの旗       | ウイリー・カニス             | オランダの旗         | タシャーナ・ショシェル   | スイスの旗           |
| 2002 | ガブリエラ・ディアス     | アルゼンチンの旗   | カリーヌ・シャムボンノー     | フランスの旗         | ヤナ・ホラコヴァ         | チェコの旗           |
| 2001 | ガブリエラ・ディアス     | アルゼンチンの旗   | マリー・マクギルバリー       | アメリカ合衆国の旗   | エロディ・アジンカ       | フランスの旗         |
| 2000 | ナターシャ・ウイリアムス | オーストラリアの旗 | エラン・ボランセ             | ベルギーの旗         | ガブリエラ・ディアス     | アルゼンチンの旗     |